# Órfãos do Eldorado
Órfãos do Eldorado é um filme brasileiro de 2021 do gênero drama. Dirigido por Guilherme Cezar Coelho, é estrelado por Daniel de Oliveira e Dira Paes  A produção foi distribuída no Brasil pela Downtown Filmes.

## Sinopse
Baseado na novela literária Órfãos do Eldorado, de Milton Hatoum. Conta a história de Arminto Clodovil, um homem que regressa para casa após anos de ausência. Ele é surpreendido pela morte de seu pai, Arminto se vê obrigado a assumir os negócios da família, que no passado fez fortuna com transporte de mercadorias pelo rio Amazonas. 
De volta à sua cidade, ele é consumido por tramas do passado e por suas grandes paixões: Florita, a mulher que o criou e Dilnara, uma misteriosa cantora cuja aparição na cidade revirou sua vida.

## Elenco
- Daniel de Oliveira como Armindo Cordovil
- Dira Paes como Florita
- Mariana Rios como Dinaura
- Milton Aires como Iro

## Ligações Externas
- Órfãos do Eldorado. no IMDb.